# Брусово (Тверская область)
Бру́сово — посёлок в Удомельском районе Тверской области. Центр Брусовского сельского поселения.
Находится в 23 километрах к востоку от города Удомля на реке Середница. Станция на Октябрьской железной дороге, железнодорожная линия Бологое — Рыбинск.
Население по переписи 2002 года — 1024 человек, 506 мужчин, 518 женщин. Самый крупный сельский населённый пункт района.

## В посёлке
- ПСХК «Брусово»
- МОУ Брусовская средняя общеобразовательная школа
- МДОУ детский сад «Колокольчик»
- Брусовский ЦКиД
- Брусовская сельская библиотека-филиал Удомельской централизованной библиотечной системы
- МУ «Брусовская участковая больница»
- Брусовское лесничество

## История
С 1545 года известна деревня Брусово, которая вместе с соседними деревнями Пенково, Рыжково, Красниково входила в Никольский Удомельский погост Бежецкой пятины. В 1859 году во владельческой деревне Брусово 15 дворов, 109 жителей. В середине XIX века деревня относилась к Поддубскому приходу и Поддубской волости Вышневолоцкого уезда Тверской губернии. В 1887 году в деревне Брусово 33 двора, 225 жителей. В 1870 году южнее деревни прошла линия Рыбинско-Бологовской железной дороги и была построена станция Брусово. В начале XX века пристанционное поселение и деревня образовали единый посёлок (в Советское время числился селом). В 1924 году образована Брусовская волость Вышневолоцкого уезда, а в 1936 году в составе Калининской области образован Брусовский район с центром в селе Брусово (упразднен в ноябре 1960 года).
В годы Великой Отечественной войны станция Брусово подвергалась бомбардировке немецкой авиацией, в память о погибших — братская могила и памятная стена «Помни!» с именами погибших односельчан.
По переписи 1959 года в райцентре Брусово 1707 жителей (население Брусовского района — 18 258 жителей).
В 1970-80-е годы в посёлке центральная усадьба совхоза «Брусово», средняя школа, больница, хлебокомбинат, лесничество, производственно-швейное объединение, комбинат бытового обслуживания.
В 1996 году — 415 хозяйств, 925 жителей.

## Население
| 1939 | 1959  | 2002  | 2010 |
| ---- | ----- | ----- | ---- |
| 1005 | ↗1707 | ↘1024 | ↘959 |

## Известные люди
- Мишулин, Спартак Васильевич — работал художественным руководителем агитбригады в Доме культуры Брусовского района.